# Houji
Houji, le seigneur (ou prince) Millet (chinois 后稷, pinyin Hòu jì), est une divinité chinoise.
Houji est le fils de Jiang Yuan, l'une des épouses de l'empereur Jun (Di Jun (en)), l'ancêtre de la dynastie Shang. Il a été ministre de l'empereur Yao, chargé de l'agriculture.